# Novoandriivka, Novhorodka
Novoandriivka (în ucraineană Новоандріївка) este localitatea de reședință a comunei Novoandriivka din raionul Novhorodka, regiunea Kirovohrad, Ucraina.

## Demografie
Componența lingvistică a localității Novoandriivka
     Ucraineană (97,64%)
     Rusă (1,33%)
     Alte limbi (0,74%)
Conform recensământului din 2001, majoritatea populației localității Novoandriivka era vorbitoare de ucraineană (97,64%), existând în minoritate și vorbitori de rusă (1,33%).